# Nepenthes bicalcarata
Espèce
Classification phylogénétique
Statut de conservation UICN

 VU B1+2c : Vulnérable
Statut CITES
Nepenthes bicalcarata (du latin bi "deux", calcaratus "éperon") est une espèce de plantes à fleurs de la famille des Nepenthaceae. C'est une plante carnivore endémique de l'Île de Bornéo en Asie du Sud-Est. Cette espèce se retrouve dans les marécages tourbeux des forêts du Nord-Ouest de l'île à une altitude généralement inférieure à 300 m.

## Morphologie
Cette espèce, endémique de Bornéo est considérée comme la plus grande de tout le genre : la liane atteint souvent la canopée à 20 m au-dessus du sol. Les urnes peuvent mesurer jusqu'à 25 cm de haut et 16 cm de large. La particularité de ce Nepenthes tient aux deux nectaires géants que l'on retrouve sous l'opercule et d'où l'espèce tire son nom. La fonction de cette spécificité est encore largement inconnue à l'heure actuelle.

## Association avec une fourmi mutualiste
Nepenthes bicalcarata abrite dans ses vrilles creuses une fourmi mutualiste, Camponotus schmitzi,,,.
Cette interaction plante-fourmi unique a été décrite pour la première fois par Frederick William Burbidge en 1880. En 1904, Odoardo Beccari suggère que les fourmis se nourrissent d'insectes qu'elles récupèrent au fond de l'urne, au risque d'y tomber elles-mêmes. En 1990, B. Hölldobler et E.O. Wilson proposent que N. bicalcarata et C. schmitzi constituent un mutualisme.
Une série d'observations et d'expériences menées au Brunei par Charles Clarke in 1992 and 1998,,, et par Clarke et Kitching en 1993 et 1995,, renforcent l'hypothèse du mutualisme. John Thompson suggère que N. bicalcarata pourraient être la seule espèce myrmécotrophe et carnivore
Les fourmis Camponotus schmitzi s'alimentent de nectar et des proies, récupérées au fond de l'urne. Ces fourmis nagent et remontent ainsi des proies, capturées par la plante. Paradoxalement, ce comportement peut profiter à la plante, car Clarke montre que le retrait des proies concerne surtout les grosses proies, et empêche de fait un relargage soudain d'ammoniac, du fait de leurs décomposition, et la perte consécutive de l'urne par putréfaction. Le pH du liquide digestif des urnes de cette espèce est d'ailleurs plus élevé (moins acide) que celui des autres espèces étudiées jusqu'ici.
D'autres recherches menées par Dennis and Marlis Merbach montrent que C. schmitzi est également bénéfique pour N. bicalcarata car elles diminuent la prédation des jeunes urnes par un charançon du genre Alcidodes.
D'autres hypothèses sont avancées pour expliquer ce mutualisme : C. schmitzi nettoie, entretient et lubrifie les urnes du népenthès, ce qui favorise la prise de proies, C. schmitzi contribue jusqu'à 76 % à l'apport en azote de la liane grâce à ses excréments et ses propres cadavres.